# La Folie du roi George
 (août 2022).
Si vous disposez d'ouvrages ou d'articles de référence ou si vous connaissez des sites web de qualité traitant du thème abordé ici, merci de compléter l'article en donnant les références utiles à sa vérifiabilité et en les liant à la section « Notes et références ».
Pour plus de détails, voir Fiche technique et Distribution.
La Folie du roi George (The Madness of King George) est un film britannique de Nicholas Hytner sorti en 1994. Il est adapté de la pièce de théâtre La Folie de George III d'Alan Bennett.

## Synopsis
L'histoire véridique de la détérioration de la santé mentale de George III, et, par extension, de la relation qu'il eut avec son fils, le Prince de Galles, durant la crise de 1788. Période précédant la Révolution française, cette dernière aura des conséquences au Royaume-Uni. La médecine moderne a permis de supposer que George III était en fait atteint de porphyrie.

## Fiche technique
- Titre original : The Madness of King George
- Titre français : La Folie du roi George
- Réalisation : Nicholas Hytner
- Scénario : Alan Bennett d'après sa pièce
- Photographie : Andrew Dunn
- Décors : Ken Adam et Carolyn Scott
- Direction artistique : Martin Childs
- Musique : George Fenton et Georg Friedrich Haendel
- Production : Stephen Evans et David Parfitt
- Sociétés de production : The Samuel Goldwyn Company et Channel Four Films
- Sociétés de distribution : The Samuel Goldwyn Company et ARP Sélection
- Pays :  Royaume-Uni
- Genre : Film historique
- Durée : 107 minutes
- Date de sortie : 
  - États-Unis : 28 décembre 1994
  - Royaume-Uni : 24 mars 1995
  - France / Suisse : 4 octobre 1995

 Sauf indication contraire, les informations mentionnées dans cette section peuvent être confirmées par la base de données cinématographiques IMDb,  présente dans la section « Liens externes ».

## Distribution
- Nigel Hawthorne (VF : Jean Négroni) : le roi George III
- Helen Mirren (VF : Annie Bertin) : la reine Charlotte
- Ian Holm (VF : Philippe Laudenbach) : le docteur Francis Willis
- Rupert Graves (VF : Damien Boisseau) : le colonel Greville
- Amanda Donohoe : lady Pembroke, la dame de compagnie de la reine
- Rupert Everett (VF : Bernard Gabay) : George, le prince de Galles
- Julian Rhind-Tutt (VF : Thierry Bourdon) : Frederick, le duc d'York
- Caroline Harker : Mrs. Fitzherbert
- Julian Wadham (VF : Yves Beneyton) : le premier ministre William Pitt le Jeune
- Jim Carter (VF : Bernard-Pierre Donnadieu) : Charles James Fox, le chef de l'opposition
- John Wood (VF : Jean Lagache) : Thurlow, le lord grand chancelier
- Barry Stanton (VF : Pierre Forest) : Richard Sheridan
- Struan Rodger (VF : Bruno Abraham-Kremer) : Henry Dundas
- Anthony Calf (VF : Gabriel Le Doze) : lord Charles Fitzroy
- Geoffrey Palmer (VF : Michel Prud'homme) : le docteur Warren
- Roger Hammond (VF : Jacques Ebner) : le docteur Baker
- Cyril Shaps (VF : Teddy Bilis) : le docteur Pepys
- Selina Cadell : Mrs. Cordwell
- Michael Grandage : l'amputé
- Peter Woodthorpe (VF : Michel Ruhl) : le prêtre
- Roger Ashton-Griffiths : un membre du parlement
- Alan Bennett (VF : Michel Ruhl) : un membre du parlement
- Ryan Hurst : un patient de l'asile (non crédité)

## Thématique
Le film aborde le thème de la médecine relativement primitive de l'époque, où les médecins émettaient de nombreuses suppositions pour guérir les maux d'un corps humain qu'ils ne comprenaient que très peu.
Il dépeint aussi l'influence diminuante d'un monarque face à un parlement au sommet de sa puissance. La scène où un médecin le contraint à se tenir assis montre bien que, même après de nombreuses protestations, il se voit obligé de suivre les instructions à la lettre et d'accepter son rôle diminué. Après son rétablissement, il est vu à la fin du film expliquant au prince de Galles que le rôle de la famille royale n'est autre que d'être vue en étant heureux, de saluer la foule, et d'être un modèle pour le peuple, en se comportant de la meilleure façon possible.

### Changement de titre
En adaptant la pièce au cinéma, le titre a été modifié, passant de La Folie de George III à La Folie du roi George. Certaines rumeurs prétendaient que la présence initiale du chiffre romain "III" aurait pu inciter à croire que le film n'était qu'une suite de la pièce. Ces affirmations ont vite été démenties par le réalisateur, Nicholas Hytner, qui déclara simplement que ce nom avait été choisi parce que le sujet tournait autour du roi, et que c'est cette position qu'il voulait mettre en avant.

### Lieux du tournage
En plus des studios de Shepperton, le film a été tourné dans les lieux suivants :
- Château d'Arundel (Arundel, Sussex de l'Ouest)
- Bibliothèque bodléienne (Université d'Oxford, Oxford)
- Château de Broughton (Banbury, Oxfordshire)
- Collège d'Eton (Eton, Berkshire)
- Collège royal naval (Greenwich)
- Cathédrale Saint-Paul de Londres (Londres)
- Syon House (Brentford, Middlesex)
- Thame (Oxfordshire)
- Wilton House (Wilton, Wiltshire)

### Anachronisme
Le film se déroule en 1788. Pourtant, lorsque le roi étudie ses possessions en Amérique du Nord avec son premier ministre sur un globe, et se plaint d'avoir perdu des colonies, on constate que la carte représente le continent après la vente de la Louisiane (1803) et le traité d'Adams-Onís (1819).
Dans la première scène du film, lors de l'habillage du roi en vue de l'ouverture du Parlement, le panneau présente les armes royales composées seulement des armes d'Angleterre, d'Écosse et d'Irlande, alors que les souverains anglais ont également porté les armes de France jusqu'en 1801.

## Récompenses et nominations

### Oscar du cinéma
Le film a obtenu l'Oscar de la meilleure direction artistique en 1994. Il a également été nommé pour l'Oscar du meilleur acteur (Nigel Hawthorne), l'Oscar de la meilleure actrice dans un second rôle (Helen Mirren) et l'Oscar du meilleur scénario adapté.

### British Academy of Film and Television Arts
La Folie du roi George a été nommé quatorze fois aux BAFTA mais n'en a reçu que trois :
- Alexander Korda Award pour le meilleur film britannique
- Meilleur acteur pour Nigel Hawthorne
- Meilleur coiffeur/maquilleur pour Lisa Westcott.

### Festival de Cannes
- Helen Mirren reçut le Prix d'interprétation féminine en 1995
- Nicholas Hytner fut lui en lice pour la Palme d'or, obtenue cette année-là par Emir Kusturica pour Underground.